# Yunkú
Yunkú es una localidad del municipio de Sacalum en el estado de Yucatán, México.

## Toponimia
El nombre (Yunkú) proviene del idioma maya.

## Arqueología
En las proximidades de la localidad se encuentra un pequeño pero interesante yacimiento arqueológico maya que puede ser visitado.

## Hechos históricos
- En 1910 cambia su nombre de Yunkú a Yuncú.
- En 1910 cambia a Yunkú.

## Demografía
Según el censo de 2005 realizado por el INEGI, la población de la localidad era de 161 habitantes, de los cuales 82 eran hombres y 79 eran mujeres.
| 117                         | 179 | 103 | 95 | 27 | 129 | 157 | 204 | 217 | 116 | 155 | 135 | 161 |
| (Fuente: INEGI [Consultar]) |     |     |    |    |     |     |     |     |     |     |     |     |